# Protapanteles afiamaluanus
Protapanteles afiamaluanus är en stekelart som först beskrevs av David Timmins Fullaway 1941. 
Protapanteles afiamaluanus ingår i släktet Protapanteles och familjen bracksteklar. Inga underarter finns listade i Catalogue of Life.